# Rebirthing
Rebirthing is in hoofdzaak een (yoga) ademhalingstechniek die tot doel heeft op eenvoudige wijze contact te maken met de eigen levensenergie. In praktische zin is het de verbinding van de inademing met de uitademing in een voortdurend ontspannen ritme. In een reeks van sessies onder begeleiding wordt ernaar gestreefd de ademhaling te bevrijden van blokkades, zodat er een natuurlijke, volledige ademhaling ontstaat.
De lichamelijke en geestelijke effecten van een rebirthingproces beogen het voltooien
van niet verwerkte ervaringen waarvan verondersteld wordt dat ze onder de bewustzijnsdrempel een eigen leven leiden. Zo zouden ze een storende en beperkende invloed hebben op het bewustzijn en daarmee op het dagelijkse leven.
Voor sommige beoefenaars is rebirthing een techniek van persoonlijke groei. Anderen passen het toe binnen het kader van de (alternatieve) psychotherapie.

## Oorsprong
Rebirthing is bedacht door Leonard Orr in de jaren 1960 en 1970. Verder droeg Sondra Ray voor een belangrijk deel bij aan de ontwikkeling ervan. Rebirthing baseert zich in wezen op lichamelijke oefeningen, waarbij de ademhaling bewust (de persoon stuurt zijn ademhaling) en aaneengesloten is (geen onderbreking tussen inademing en uitademing) in combinatie met technieken met een mentaal en spiritueel karakter.
De aanduiding rebirthing (hergeboorte) ontstond omdat Leonard Orr bij de ontwikkeling ervan opwellingen kreeg die hij herinneringen van zijn geboorte noemde. Orr heeft de techniek ontwikkeld tussen 1962 en 1974, waarbij hij ontdekte dat veranderingen in de wijze van ademhaling bijdroegen aan de lichamelijke, mentale en emotionele gezondheid. Hij baseerde zich daarbij op eigen ervaringen en enkele ademhalingstechnieken uit de yoga.
Rebirthing vond echter zijn formele vorm in augustus 1974 met het ontstaan van Theta seminars. Vanaf dit jaar ontwikkelde hij rebirthing verder als een therapeutische techniek. Orr werd bijgestaan door verschillende personen uit de hoek van de alternatieve therapie, om de therapie te verfijnen tot een vorm die gebruikt kon worden in een professionele therapeutische setting. In het algemeen zijn hier meer dan tien sessies voor nodig.
Het woord 'Rebirthing' werd aanvankelijk gebruikt vanwege sessies die werden gedaan in Redwood hottubs. Dit zijn houten tobben gevuld met water met een temperatuur van ongeveer 37 graden. Het doel hiervan was om geboorteherinneringen te stimuleren. In 1975 kwam Orr tot de ontdekking dat niet het warme water het rebirthingproces op gang bracht, maar de intense verbonden ademhaling. Zo kwam hij op het idee om 'droge' rebirthingsessies te houden, waarbij men op de rug ligt en ademt op een matras. Geleidelijk aan is toen ook het accent verschoven van geboorteherinneringen naar het herstellen van de natuurlijke, volledige ademhaling.

## Doelen van rebirthing
Volgens Jim Leonard is integratie het doel van rebirthing. Integratie is in deze betekenis het proces waarbij het lukt een onaangenaam en onbekend aspect bij een persoon om te zetten in iets moois binnen het normale bewustzijn. Volgens deze visie is integratie het tegengestelde van verdringing bij Freud. Bij verdringing wordt er tijdens het beslissingsproces een onaangename ervaring verdrukt uit het bewustzijn, zodat de oorzaak niet meer gevoeld wordt. Volgens de rebirthingvisie levert verdringing van een willekeurige ervaring altijd een negatieve overtuiging op. Zo'n negatieve overtuiging kent de volgende structuur: "het is jammer dat het in deze vorm is" — het onaangenaam aspect — "maar het is juist zoals het moet zijn" — keuze. Wanneer een overtuiging is onderdrukt, is het geen eenvoudige overtuiging meer, maar blijft het voortbestaan als een realiteit voor de betreffende persoon. In de rebirthing moet integratie daarentegen een ervaring die in het verleden onderdrukt werd terugbrengen door de keuze te maken ervan te genieten.
Rebirthing zoekt ernaar het verleden opnieuw te creëren, tot aan het moment van de geboorte, de bevalling, de conceptie of een willekeurige ervaring die er is geweest. In het proces van het opnieuw creëren van het verleden wordt er gezocht naar alle negatieve en onderdrukte ervaringen, met als doel ze opnieuw naar de herinnering terug te brengen en ze te trachten te bewerken tot een gewijzigde samenstelling van nieuwe positieve overtuigingen. Men zou kunnen zeggen dat het erom gaat dergelijke situaties vanuit een andere opvatting te verstaan zodat ze tot steun zijn in de toekomst.

## Uitgangspunten van rebirthing
Rebirthing baseert zich op drie principes:
- de ademhaling (fysiek / energetisch niveau).
- het creatief denken (mentaal niveau).
- het grotere geheel (spiritueel niveau).

Rebirthing beoogt de volgende processen in gang te brengen:
- Reiniging:
  - op fysiek niveau: reiniging van het lichaam van giftige stoffen.
  - op emotioneel niveau: bevrijding van ingehouden of onderdrukte emoties.
  - op mentaal niveau: correctie van negatieve of levenslustontnemende overtuigingen en gedachten.
- Verbinding:
  - op spiritueel niveau: spirituele houding of een gevoel van verbinding met het goddelijke.

### De ademhaling (fysiek en energetisch niveau)
De ademhalingstechniek binnen rebirthing voltrekt zich in verschillende terugkerende sessies en deze vinden zowel droog als in water plaats. De eerste vindt gewoonweg in een ontspannende, achteroverliggende houding plaats. In water wordt het uitgevoerd in badkuipen en zwembaden in zowel koud als warm water. Water geeft een andere nuance en kan soms de sessie stimuleren.
De ademhaling wordt gezien als het gereedschap om het reinigings- en therapeutische proces te bevorderen, maar wordt opzichzelfstaand niet als voldoende geacht. Vanuit deze visie zijn ook de andere twee principes van belang.

### Het creatief denken (mentaal niveau)
Binnen rebirthing wordt gebruikgemaakt van technieken die hun oorsprong kennen op andere terreinen, zoals de positieve visualisatie en de affirmaties (bevestigingen).
Hierbij wordt de stelregel gehanteerd: "positieve gedachten produceren positieve resultaten en negatieve gedachten produceren negatieve resultaten.
Een affirmatie is een positieve zin over wat iemand als onderdeel wenst of wil laten zijn in diens leven. Deze wordt meerdere malen herhaald om het opgenomen te laten worden in het systeem.

### Het grotere geheel (spiritueel niveau)
Therapeutische rebirthing bewandelt dezelfde weg als de transpersoonlijke psychologie, die ervan uitgaat dat individuen psychisch worden beïnvloed door factoren die buiten de persoon zelf liggen. Uitgangspunt hierbij is dat de mens onderdeel is van iets groters dan het ik. Het concept god/energie/universum is in de therapie ondergebracht, maar ook het gevoel van het behoren tot een gemeenschap, een groep, een gezin, enz.

## De oorzaken van negativiteit
Volgens Leonard Orr en Sondra Ray zijn er vijf belangrijke oorzaken voor negativiteit in het leven van mensen die met rebirthing te behandelen zijn:
- Het trauma van de geboorte
- Het syndroom van de afkeuring van de ouder(s)
- De persoonlijke leugen
- De onbewuste angst voor de dood
- Vorige levens

### Het trauma van de geboorte
Het trauma van de geboorte behelst volgens Orr en Ray de tijd van het moment van de conceptie, de geboorte zelf tot en met de eerste ervaringen aan de omgeving in de eerste maanden van het leven. De onderbouwing van deze idee is dat de geboorte (het verlaten van de voor de baby veilige en geriefelijke baarmoeder) extreem traumatisch kan zijn voor een mens. Vergelijkbare ideeën werden twee jaar eerder in 1975 opgetekend door de Frédérick Leboyer in zijn boek Geboren worden zonder pijn. Rebirthing heeft onder andere tot doel naar het geboortemoment terug te keren en dit trauma te reinigen.

### Het syndroom van de afkeuring van de ouder(s)
Volgens Orr en Ray nemen kinderen die niet voldoende aandacht en liefde ontvangen gedrag en gedachtes aan, om de pijn te onderdrukken die het teweeg heeft gebracht. Een andere mogelijkheid is het dat mensen als kind ervan langs hebben gekregen omdat ze zich gedroegen op een manier die voor hen normaal was. Een voorbeeld is de vermaning "huil niet", terwijl dat een natuurlijke reactie op pijn is.
Binnen rebirthing wordt aangenomen dat de gedachtegang op deze manier wordt geprogrammeerd om emoties en gevoelens te onderdrukken. Kinderen zoeken goedkeuring van de ouders en gedragen zich naar wat van hen verwacht wordt, in tegenstelling tot hoe ze zich werkelijk voelen. Deze ervaringen worden dan later vertaald in hiërarchische relaties in de samenleving (leidinggevenden, gezaghebbenden, enz.) en zijn vermengd met iemands leerproces en deelname aan de maatschappij. Rebirthing gaat ervan uit dat iemand die zich van zijn bedriegen van de eigen natuur bewust wordt, zich vrij kan maken van de ouderlijke goedkeuring die hem onderdrukt.

### De persoonlijke leugen
Naar de persoonlijke leugen wordt ook weleens verwezen met de term personal law. Het uitgangspunt van Orr en Ray is hierbij dat iemand traumatische ervaringen vanuit zijn omgeving opdoet die leiden tot de aanname van een programmering in de hersenen/gedachten die niet in overeenstemming is met de natuurlijke basisimpulsen. Deze mentale programma's worden gewoonlijk negatieve gedachten genoemd. Rebirthing tracht uit te vinden wat de negatieve gedachte is, welk gewicht hij heeft voor de persoon in kwestie om hem/haar daar vervolgens van te bevrijden.

### De onbewuste angst voor de dood
Als mens hebben we gedachten, overtuigingen, houding en gedragspatronen die ertoe leiden dat we minder vitaal worden, ziek worden en uiteindelijk overlijden. Vanuit de filosofie van rebirthing is de oorzaak van de voortschrijdende veroudering tot aan de uiteindelijke dood niet fysiek maar mentaal. Sommige rebirthers geloven in lichamelijke onsterfelijkheid.

### Vorige levens
Binnen de beginselen van rebirthing is de reïncarnatie een uitgangspunt waarvan wordt aangenomen dat het waar is. Hierdoor is het bestaan van reïncarnatie het startpunt voor de behandeling van herinneringen uit voorgaande levens. Men beschouwt dit niet als het geven van voeding aan een alledaagse kleinigheid, maar als een handelen vanuit praktische overwegingen voor:
- bewustwording van mogelijke trauma´s die opgedaan zijn in andere levens en meegenomen zijn naar het heden.
- herinnering van vaardigheden die eerder voorhanden waren om ze in dit leven verder te ontwikkelen.

## Beweerd nut van rebirthing
Rebirthers beweren dat het uitoefenen van rebirthing baat heeft op de volgende gebieden:
- diepe en duurzame innerlijke vrede.
- verhoogde mentale helderheid.
- groter inzicht in de menselijke gesteldheid.
- betekenisvolle verbeteringen in relaties – zowel intiem, familie, sociaal en professioneel.
- grotere vaardigheid de uitdagingen aan te kunnen van leven en carrière.
- het staken van negatieve patronen die iemand beperkte in het hebben van een gelukkig leven en welzijn.

## Contra-indicaties van rebirthing
Voor de hand liggende contra-indicaties waar bij rebirthing rekening mee moet worden gehouden zijn:
- ernstige cardiovasculaire problemen
- glaucoom
- ernstige problemen van psychiatrische aard
- zwangerschap

Verder zijn in het geval van epilepsie – vanwege de potentiële vertroebeling van het bewustzijn die ook tijdens een behandeling met rebirthing zou kunnen optreden – speciale en weldoordachte voorzorgsmaatregelen natuurlijk zeer ernstig aan te bevelen, met name om het gevaar van (zelf)verwonding te minimaliseren. Ook bij een voorgeschiedenis met astma en/of psychiatrische verpleging lijkt enige voorzichtigheid geboden.

## Kritiek en risico's
Rebirthing is niet onomstreden en kan in sommige gevallen (zie de contra-indicaties hierboven) zelfs gevaarlijk zijn. Hieronder enkele kritische geluiden:
- Meerdere psychologen betwijfelen of er tijdens een rebirthing daadwerkelijk de eigen geboorte herbeleefd wordt. Zij houden het op hallucinatie die teweeg wordt gebracht door hyperventilatie.
- Veel aanbieders van rebirthing hebben geen gedegen psychologische opleiding gehad en zijn niet in staat cliënten professioneel bij te staan bij het verwerken van nog niet verwerkte herinneringen en gevoelens. Herleefde trauma's kunnen de betrokkenen hernieuwd traumatiseren.
- De psychologische toestand van de deelnemers worden voor aanvang van een rebirthing in de regel niet gecontroleerd.
- Veel theorieën in rebirthing worden niet wetenschappelijk onderbouwd, maar vinden hun oorsprong in spirituele geloofsovertuigingen.
- Er is weinig wetenschappelijke ondersteuning voor de bewering dat het geboorteproces zelf traumatisch is. Zo hebben studies die het verschil onderzochten tussen geboortes via het geboortekanaal en via de keizersnee geen statistisch significante verschillen opgeleverd.